# Magdallan
Magdallan (después llamado Magdalen), fue una banda norteamericana de metal cristiano formada en 1990, inicialmente pensada como una colaboración entre Ken Tamplin y Lanny Cordola. La banda estuvo activa hasta 1995 y lanzó dos discos y un EP. Luego de la salida de Tamplin, la agrupación cambió su nombre a "Magdalen".

## Discografía

### Como Magdallan
- Big Bang (1992) Intense Records
- End of the Age (Compilado; 1999) KMG Records

### Como Magdalen
- Revolution Mind (1993) Essential Records
- The Dirt (1995) Intense Records